# Janeževo Brdo
Janeževo Brdo je naselje v Občini Ilirska Bistrica.